# 伊瓦尼夫齊 (利京區)
49°27′48″N 27°49′18″E / 49.46333°N 27.82167°E
伊瓦尼夫齊（烏克蘭語：Іванівці）， 是烏克蘭的村落，位於該國西南部文尼察州，由文尼察區負責管轄，始建於1470年，面積0.12平方公里，海拔高度289米，2001年人口322，人口密度每平方公里2,752.14人。